# 549e Volksgrenadierdivisie
De 549e Grenadierdivisie / 549e Volksgrenadierdivisie (Duits: 549. Grenadier-Division / 549. Volksgrenadier-Division) was een Duitse infanteriedivisie tijdens de Tweede Wereldoorlog. 

## Geschiedenis
De divisie werd opgericht als zogenaamde Sperrdivisie op 11 juli 1944 door Wehrkreis XX als onderdeel van de 29. Welle. 

## 549e Grenadierdivisie
Vrijwel direct na haar oprichting kwam de divisie in actie aan het oostfront in Litouwen. Vanaf medio augustus 1944 kwam de divisie in actie noordelijk van Vilkaviškis (Duits: Wilkowischken). De divisie bleef op ongeveer dezelfde plaats tot 5 oktober. Op dat moment lanceerden de Sovjets hun Memeloffensief. Op 9 oktober 1944 werd de divisie omgedoopt in 549e Volksgrenadierdivisie.

## 549e Volksgrenadierdivisie
De divisie werd meteen ook op dezelfde stand gebracht als de divisies van de 32. Welle. Tot het eind van de maand werd de divisie teruggedrukt en kwam noordelijk van Gumbinnen terecht. Daar volgden zware gevechten en vevolgens trad de rust in tot begin 1945. Op 13 januari 1945 barstte het Sovjet Oost-Pruisenoffensief los. De divisie moest vrijwel meteen terug en ging via Domnau de Heiligenbeil pocket in. Uit deze pocket werd de divisie vroegtijdig geëvacueerd en naar West-Pruisen overgebracht. Wel had de divisie zware verliezen geleden en was nog slechts een Kampfgruppe. Van hieruit werd de eenheid verplaatst naar Pasewalk en daar met o.a. delen van de opgeheven Infanteriedivisie Denecke aangevuld.
Vanaf 20 april 1945 werd de divisie aangevallen door de Sovjets in hun Stettin-Rostock Operatie. Na een kleine week moest de divisie terugtrekken vanaf de Oder, noordelijk langs Berlijn naar het westen. Via Strasburg en Güstrow (stad) ging het naar de demarcatielijn bij Schwerin.
De resten van de 549e Volksgrenadierdivisie gingen op 3 mei 1945 bij Schwerin in Amerikaanse krijgsgevangenschap.

## Bovenliggende bevelslagen
| Legerkorps         | Leger          | Legergroep            | Plaats/regio      | Begin               | Eind             |
| ------------------ | -------------- | --------------------- | ----------------- | ------------------- | ---------------- |
| 26e Legerkorps     | 3. Panzerarmee | Heeresgruppe Mitte    | Wilkowischken     | medio augustus 1944 | 4 september 1944 |
| 26e Legerkorps     | 4. Armee       | Heeresgruppe Mitte    | Wilkowischken     | 5 september 1944    | oktober 1944     |
| 26e Legerkorps     | 3. Panzerarmee | Heeresgruppe Mitte    | Gumbinnen         | november 1944       | januari 1945     |
| 26e Legerkorps     | 4. Armee       | Heeresgruppe Nord     | Oost-Pruisen      | februari 1945       |                  |
| direct onder bevel | 2. Armee       | Heeresgruppe Weichsel | West-Pruisen      | maart 1945          |                  |
| 32e Legerkorps     | 3. Panzerarmee | Heeresgruppe Weichsel | Oder, Mecklenburg | april 1945          | 3 mei 1945       |

## Commandanten
| Rang                                                                         | Naam      | Begin        | Eind       |
| ---------------------------------------------------------------------------- | --------- | ------------ | ---------- |
| Oberst vanaf 1 oktober 1944 Generalmajor vanaf 20 april 1945 Generalleutnant | Karl Jank | 13 juli 1944 | 3 mei 1945 |

## Samenstelling
- Grenadier-Regiment 1097
- Grenadier-Regiment 1098
- Grenadier-Regiment 1099
- Artillerie-Regiment 1549
- Divisie-eenheden 1549, deels ook 549